# Fjallið (Trungisvágur)
Fjallið (Trungisvágur) è un rilievo alto 259 metri sul mare situato sull'isola di Suðuroy, situata nell'arcipelago delle Isole Fær Øer, in Danimarca.